# Eberhard Hempel
Eberhard Hempel (* 30. Juli 1886 in Dresden; † 16. September  1967 ebenda) war ein deutscher Kunsthistoriker und Hochschullehrer an der Technischen Hochschule Dresden, der besonders in der Barock-Forschung hervortrat.

## Leben
Hempel war ein Sohn des Chemikers Walther Hempel und dessen aus Boston (USA) stammenden Ehefrau Louisa Delia Hempel geb. Monks. Er besuchte das Vitzthum-Gymnasium Dresden und studierte von 1907 bis 1914 in Berlin, Wien und München. Er schloss das Studium ab mit der Promotion zum Dr. phil. bei Heinrich Wölfflin ab, in seiner Dissertation beschäftigte er sich mit dem Barock-Architekten Carlo Rainaldi. 1924 folgte seine Habilitation an der Universität Graz über Francesco Borromini. Dann arbeitete er an der Wiener Albertina und wurde 1931 als außerordentlicher Professor an die Universität Graz berufen.
1933 wurde Hempel als ordentlicher Professor für Geschichte der Baukunst und Allgemeine Kunstgeschichte an die Technische Hochschule Dresden berufen. Zu seinen dienstlichen Aufgaben zählte die Leitung der von Gurlitt gegründeten Sammlung für Baukunst.
Hempel trat in den Nationalsozialistischen Deutschen Frontkämpferbund (vormals Stahlhelm, Bund der Frontsoldaten) ein, der 1934 in die SA überführt wurde. Der SA trat Hempel jedoch als Mitglied der Hochkirchlichen Bewegung nicht bei. Im November 1933 unterzeichnete er das Bekenntnis der Professoren an den deutschen Universitäten und Hochschulen zu Adolf Hitler.
Nach dem Zweiten Weltkrieg wurden die Lehrstühle für „Geschichte der Baukunst“ und „Allgemeine Kunstgeschichte“ unter Hempel zusammengelegt, der seine Professur von 1947 bis 1955 wieder wahrnahm. Hempels Bekenntnis zur christlichen Kirche belegte seine Gegnerschaft zum Nationalsozialismus. Am 13. August 1955 trat er vom lutherischen Bekenntnis zur römisch-katholischen Kirche über. Die Lehrveranstaltungen Hempels dienten der Ausbildung von Architekten und boten einen Überblick über die Kunstgeschichte. 1949 erhielt er einen zusätzlichen Lehrauftrag für Kunstgeschichte an der Universität Leipzig. 1949 wurde er in die Sächsische Akademie der Wissenschaften zu Leipzig berufen. Die Universität Graz und die Technische Hochschule Hannover verliehen ihm die Ehrendoktorwürde. Sein Nachfolger in Dresden wurde sein Schüler Walter Hentschel. Auch nach seiner Emeritierung hielt Hempel bis 1963 Vorlesungen in Dresden. Er starb 1967 in Dresden und wurde auf dem Johannisfriedhof beigesetzt.
Zu Hempels wichtigsten Werken zählen Bücher über den Zwinger und die Katholische Hofkirche in Dresden sowie über deren Erbauer Gaetano Chiaveri.

## Schriften (Auswahl)
- Carlo Rainaldi. Ein Werk des römisches Barocks. München 1919. (als Reprint 2012, ISBN 9785876282590)
- Francesco Borromini. Schroll, Wien 1924.
- Das Werk Michael Pachers. Wien 1931.
- Die katholische Hofkirche zu Dresden.  (= Das christliche Denkmal 32) Berlin: Union 1955
  - Digitalisat, zahlreiche Neuauflagen; 8., überarb. Aufl., 72.–86. Tsd. 1987 ISBN 978-3-372-00137-0
- Gaetano Chiaveri, der Architekt der katholischen Hofkirche zu Dresden. Hausien, Hanau 1956.
- Geschichte der deutschen Baukunst. Bruckmann, München 1956.
- St. Peter in Rom. (= Das christliche Denkmal 54/55) Berlin: Union 1960
- Kunst im heiligen Dienst. St. Benno-Verlag, Leipzig, 1964.
- Der Dresdner Zwinger. Ein Denkmal festlicher Kultur in der sächsischen Residenz (= Kulturhistorische Reihe). VOB Koehler & Amelang, Leipzig 1965.

## Einzelbelege
1. ↑  Reiner Pommerin: 175 Jahre TU Dresden. Band 1: Geschichte der TU Dresden 1828–2003. (hrsg. im Auftrag der Gesellschaft von Freunden und Förderern der TU Dresden e. V.) Böhlau, Köln u. a. 2003, ISBN 3-412-02303-5.
2. ↑  Leipzig, Universität, Kunsthistorisches Institut, Lehrende 1945-55
3. ↑  Mitglied der Sächsischen Akademie der Wissenschaften (Memento vom 23. Juni 2014 im Internet Archive)
4. ↑  Technische Universität Dresden (Hrsg.): Grabstätten von Professoren der alma mater dresdensis auf Friedhöfen in Dresden und Umgebung. 2. Auflage, Lausitzer Druck- und Verlagshaus, 2003, S. 17.

| Personendaten    | Personendaten                                 |
| ---------------- | --------------------------------------------- |
| NAME             | Hempel, Eberhard                              |
| KURZBESCHREIBUNG | deutscher Kunsthistoriker und Hochschullehrer |
| GEBURTSDATUM     | 30. Juli 1886                                 |
| GEBURTSORT       | Dresden                                       |
| STERBEDATUM      | 16. September 1967                            |
| STERBEORT        | Dresden                                       |